# هذه هي إنجلترا
هذه هي إنجلترا (بالإنجليزية: This Is England)‏ هو فيلم دراما من إنتاج سنة 2006 للمخرج «شين ميدوز».

## القصة
تدور أحداث الفلم عام 1983 حول الفتى (شون) المضطرب ونشأته في إنجلترا يعيش مع والدته في فقر مدقع حيث بعد فقدانه لابيه لم يعد يشعر بالأمان في الاستمرار بالحياة، فلا يمر يوم بدون شعور بالألم والحزن على والده الراحل وفي يوم من الايام تقود الاقدار الفتى (شون) إلى لقاء مجموعة من الفوضويين المشاغبين في طريق عودته من المدرسة، ويصبحون أصدقاءه… بل أقرب إلى عائلته.

## عن الفلم
الفلم حصل على موقع IMDB تقييم 7.7/10  و على موقع طماطم فاسدة نسبة %93 

## الميزانية والإيرادات
بلغت تكلفة إنتاج الفيلم حوالي £1.5 مليون جنيه إسترليني بينما حقق إيرادات تقدر بـ £5 مليون جنيه إسترليني.

## وصلات خارجية
- هذه هي إنجلترا على موقع IMDb (الإنجليزية)
- هذه هي إنجلترا على موقع ميتاكريتيك (الإنجليزية)
- هذه هي إنجلترا على موقع روتن توميتوز (الإنجليزية)
- هذه هي إنجلترا على موقع نتفليكس (الإنجليزية)
- هذه هي إنجلترا على موقع قاعدة بيانات الأفلام العربية
- هذه هي إنجلترا على موقع ألو سيني (الفرنسية)
- هذه هي إنجلترا على موقع Turner Classic Movies (الإنجليزية)
- هذه هي إنجلترا على موقع أول موفي (الإنجليزية)
- هذه هي إنجلترا على موقع بوكس أوفيس موجو (الإنجليزية)
- هذه هي إنجلترا على موقع فيلمافينيتي (الإسبانية)